# Pamela Weisshaupt
Pamela Weisshaupt (* 2. März 1979 in Zürich) ist eine Schweizer Ruderin. Sie wurde 2008 und 2009 Weltmeisterin im Leichtgewichts-Einerrudern. Weisshaupt startet für den Seeclub Küsnacht.

## Werdegang
Pamela Weisshaupt kam über ihre Brüder zum Rudersport. Ihre Ruderkarriere begann 1994 beim Ruderclub Uster. Seit 1995 betreibt Pamela Weisshaupt Rudern als Leistungssport. In diesem Jahr war sie Mitglied im Schweizer Doppelvierer bei den Ruder-Weltmeisterschaften der Junioren in Posen, welcher den achten Platz belegte. Ein Jahr später bei den Junioren-Weltmeisterschaften in Glasgow gewann sie in der gleichen Bootsklasse die Bronzemedaille, 1997 holte sie mit dem Schweizer Team auf der Regattastrecke Hazewinkel Silber.
In den folgenden Jahren startete Weisshaupt in der Leichtgewichtsklasse der Erwachsenen bei internationalen Rennen meist im Doppelzweier, gelegentlich auch im Doppelvierer und im Einer. 1999 belegte sie beim Weltcup auf dem Luzerner Rotsee im Leichtgewichts-Doppelzweier den fünften Platz und wurde Siebte bei den Weltmeisterschaften in St. Catharines. Einen vierten Platz errang sie 2002 auch im Leichtgewichts-Einer beim Weltcup in München-Oberschleissheim. 2004 wurde sie im Leichtgewichts-Doppelvierer Zweite beim Weltcup auf dem Rotsee.
Seit 2006 ist Weisshaupt im Leichtgewichts-Einer international erfolgreich. Einem fünften Platz bei den Weltmeisterschaften 2006 in Eton liess sie 2008 in Linz ihren ersten Weltmeistertitel folgen. Bei den Ruder-Weltmeisterschaften 2009 in Posen verteidigte sie ihren Titel, 2011 in Bled wurde Weisshaupt Vizeweltmeisterin.
Auf nationaler Ebene errang Weisshaupt 16 Schweizer Meistertitel in verschiedenen Bootsklassen sowie zwei deutsche Meistertitel im Leichtgewichts-Doppelzweier und einen im Leichtgewichts-Doppelvierer. Weisshaupt betreibt seit 2001 eine Ruderschule.

## Erfolge
- 1996, JWM Glasgow, JW4x, 3. Platz
- 1997, JWM Hazewinkel, JW4x, 2. Platz
- 1998, U23-WM Ioannina, BLW2x, 3. Platz
- 1998, WC München, LW4x, 4. Platz
- 1999, WC Hazewinkel, LW2x, 6. Platz
- 1999, WC Luzern, LW2x, 5. Platz
- 1999, WM St. Catharines, LW2x, 7. Platz
- 2002, WC München, LW1x, 4. Platz
- 2004, Banyoles, LW4x, 4. Platz
- 2004, WC Luzern, LW4x, 2. Platz
- 2006, WC Luzern, LW1x, 2. Platz
- 2006, WC Posen, LW1x, 3. Platz
- 2006, WM Eton, LW1x, 5. Platz
- 2008, WC Luzern, LW1x, 2. Platz
- 2008, WM Linz, LW1x, 1. Platz
- 2009, WC Luzern, LW1x, 4. Platz
- 2009, WM Posen, LW1x, 1. Platz
- 2010, WC München, LW2x, 6. Platz
- 2011, WC Luzern, LW1x, 2. Platz
- 2011, WC München, LW1x, 3. Platz
- 2011, WM Bled, LW1x, 2. Platz